# Dan Byrd
Daniel "Dan" Byrd (Marietta, Geòrgia, 20 de novembre de 1985) és un actor estatunidenc. Els seus papers més destacats inclouen el remake del 2006 The Hills Have Eyes, la sèrie còmica de CW Aliens in America, a Cinderella Story al costat de Hilary Duff, i Cougar Town de la ABC.

## Carrera
La seva primera actuació en pantalla va ser en la pel·lícula de 1999 The First of May, protagonitzada per Julie Harris i Mickey Rooney. Després va començar a tenir contínues aparicions en sèries de televisió com Judging Amy, Any Day Now, ER i Touched by an Angel abans d'obtenir el seu primer paper important en la minisèrie de TNT Salem's Lot interpretant l'alumne Mark Petrie. La minisèrie de dos capítols era protagonitzada a més per Rob Lowe, Andre Braugher, James Cromwell i Donald Sutherland.
El 2004 Byrd va aparèixer a A Cinderella Story al costat de Hilary Duff. El projecte va ser seguit per la sèrie Clubhouse, al costat de Mare Winningham, Michael Jai White, John Ortiz i Christopher Lloyd.
El 2006, Byrd va protagonitzar el remake The Hills Have Eyes, d'Alexandre Aja. La pel·lícula, basada en la cinta de culte original de Wes Craven de 1977, va ser coprotagonitzada per Aaron Stanford, Emilie de Ravin, Vinessa Shaw, Ted Levine i Kathleen Quinlan.
També el 2006, Byrd va protagonitzar al costat de John Travolta en el thriller Lonely Hearts. La història segueix la història real dels assassins Martha Beck i Raymond Fernandez (interpretats per Salma Hayek i Jared Leto respectivament), que desenvolupen un retorçat enamorament a mesura que viatgen pel país atraient víctimes desprevingudes a través d'anuncis personals al diari. Travolta va interpretar al detectiu principal del cas i Byrd al seu fill amb problemes. James Gandolfini també va participar.
Byrd estava llest per aparèixer en el remake del 2007 de Revenge of the Nerds, produïda per la companyia de McG Wonderland Productions i per Atomic Fox, però després de tres setmanes de rodatge, el projecte va ser cancel·lat. Després es va anar a The CW a protagonitzar la comèdia Aliens in America que segueix la història d'una mestressa de casa de Wisconsin que s'encarrega d'acollir a un estudiant estranger d'intercanvi, creient que el visitant podrà ajudar el seu tímid fill (Byrd) a fer-se més popular. No obstant això, el xou només va durar una temporada.
L'octubre del 2008 Entertainment Weekly informa que Byrd ha estat triat en l'elenc de Heroes en un paper recurrent com l'aprenent de Sylar (Zachary Cinquè). Interpreta a Lucas Campbell i té la capacitat d'emetre polsos de microones. S'ha compromès a aparèixer en almenys tres episodis del quart volum de Heroes. Byrd també va aparèixer en un episodi Greek d'ABC Family, interpretant a l'amic de la secundària de Dale (Clark Duke).
El 2010, va tenir un paper secundari interpretant a Brandon, un adolescent gai que fingeix dormir amb el personatge d'Emma Stone a Easy A. Aquest mateix any va interpretar al personatge principal en Norman. La pel·lícula tracta d'un estudiant de secundària que perpetua una mentida on ell és un malalt de càncer terminal per tal de guanyar la simpatia dels seus companys. El nominat als Premis Oscar, Richard Jenkins, interpreta el seu pare. Emily VanCamp i Adam Goldberg també hi participen.
Actualment té un paper en una sèrie còmica Cougar Town de ABC, com el fill del personatge principal interpretat per Courteney Cox.

## Filmografia
| Any          | Títol                                       | Paper               |
| ------------ | ------------------------------------------- | ------------------- |
| 1999         | The First of May                            | Cory                |
| 1999         | The Price of a Broken Heart                 | Eric Hutlemeyer     |
| 2000         | 28 Days                                     | Dan                 |
| 2001         | Adoption Day                                | Todd                |
| 2001         | Pilot                                       | Young Patrick       |
| 2001         | Just Ask My Children                        | Brian Kniffen       |
| 2001         | ER                                          | Russ                |
| 2002         | Untitled Eric Gilliland Project             | Himself             |
| 2002         | CSI: Crime Scene Investigation              | Jake Bradley        |
| 2002         | Firestarter 2: Rekindled                    | Paul                |
| 2002         | Any Day Now                                 | Young Colliar Sims  |
| 2002         | The Nightmare Room                          | Drew                |
| 2002         | State of Grace                              | Kenny Moss          |
| 2002         | Boomtown                                    | Eddie Colson        |
| 2002         | Touched by an Angel                         | Scott Hardwick      |
| 2005         | Are We There Yet?                           | Himself             |
| 2003         | Presidio Med                                | Curtis Altman       |
| 2003         | The Guardian                                | Jeremy Hetherington |
| 2004         | Joan of Arcadia                             | Scott Brooks        |
| 2004         | Salem's Lot                                 | Mark Petrie         |
| 2004         | Una Ventafocs moderna (A Cinderella Story)  | Carter Farrell      |
| 2005         | Checking Out                                | Jason Apple         |
| 2005         | Mortuary                                    | Jonathan Doyle      |
| 2004−2005    | Clubhouse                                   | Scott Hardwick      |
| 2006         | Els turons tenen ulls (The Hills Have Eyes) | Bobby Carter        |
| 2006         | Jam                                         | Josh                |
| 2006         | Pepper Dennis                               | Frat boy            |
| 2006         | Lonely Hearts                               | Eddie Robinson      |
| 2006         | Outlaw Trail: The Treasure of Butch Cassidy | Jess                |
| 2007         | Ghost Whisperer                             | Jason Bennett       |
| 2007         | Boston Legal                                | Edward Scanlon      |
| 2007−2008    | Aliens in America                           | Justin Tolchuck     |
| 2008         | Greek                                       | Kirk                |
| 2008         | Heroes                                      | Luke Campbell       |
| 2009−present | Cougar Town                                 | Travis Cobb         |
| 2010         | Norman                                      | Norman Long         |
| 2010         | Easy A                                      | Brandon             |

## Premis i nominacions

### Premis
- 2000: Burbank International Children's Film Festival:: Millor Actor Infantil per The First of May.[10]
- 2000: Premi Young Artist: Millor Actor de Repartiment en una Sèrie Dramètica per Any Day Now.[11]
- 2010: Rhode Island International Film Festival: Millor Actor per Norman.[12]

### Nominacions
- 2001: Premi Young Artist: Millor Actor de Repartiment en una Sèrie Dramàtica per Any Day Now.[13]
- 2005: Premi Young Artist: Millor Actuació d'un Actor Jove en una Pel·lícula per a Televisió, Minisèrie o Especial per Salem's Lot.[14]